# Нематантус
Немата́нтус (лат. Nematanthus) — род цветковых растений семейства Геснериевые (лат. Gesneriaceae).

## Этимология названия рода
Производное от греческих слов греч. νημα «нема» — нить, волос и греч. άνθος «антос» — цветок, то есть цветки, свисающие на тонких цветоносах, что характерно для некоторых видов нематантуса.

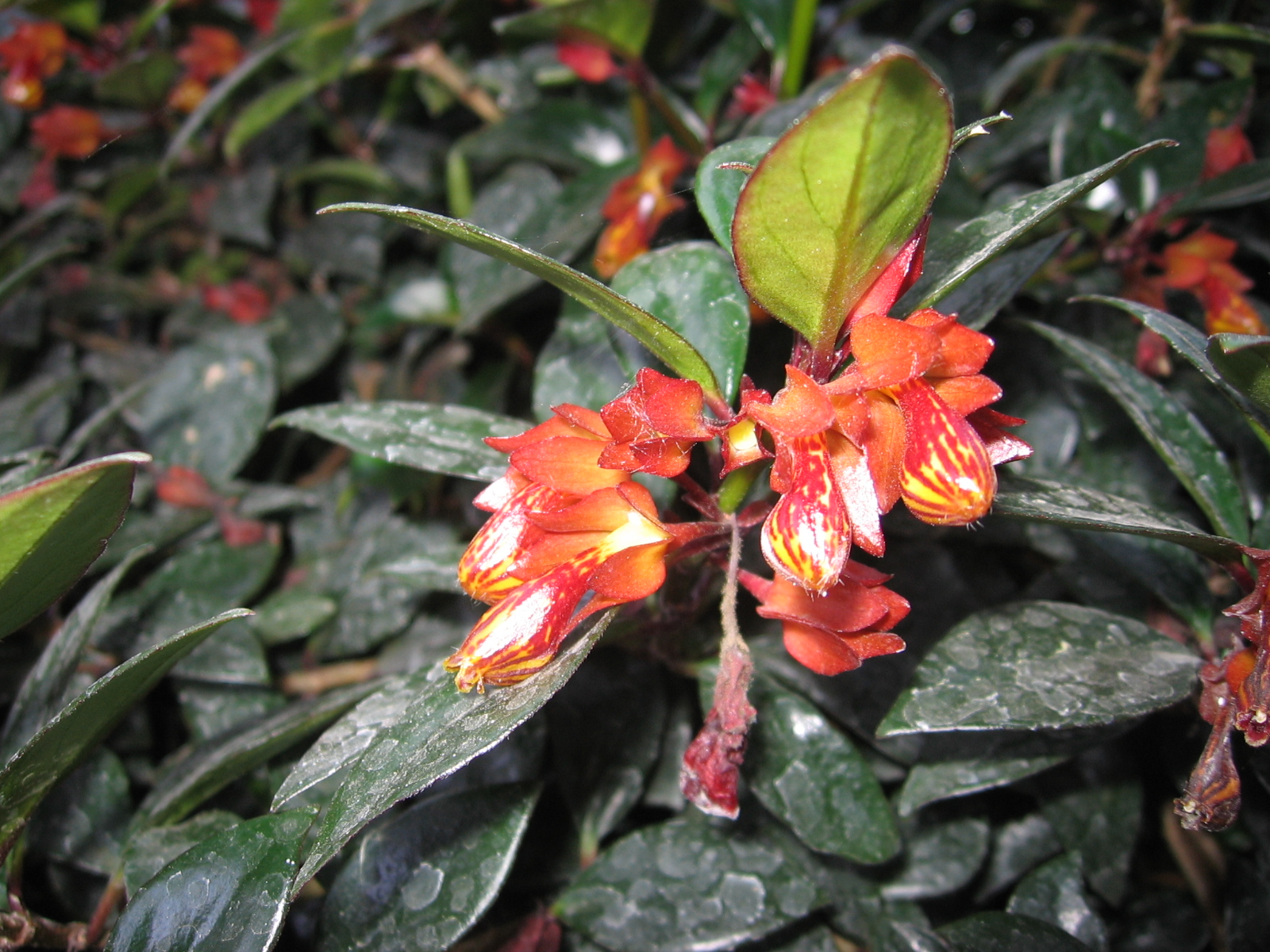
Nematanthus Tropicana

## Ботаническое описание
Эпифитные полукустарники или травы, некоторые красивоцветущие, с длинными лазящими, ползучими или свисающими плетистыми побегами, укореняющимися в узлах. В природе растёт как эпифит. Листья мелкие, суккулентные, покрытые плотной кутикулой, темно-зелёные, нижняя сторона иногда фиолетовая, эллиптические или обратнояйцевидные. Соцветия пазушные на цветоносе. Чашелистики сросшиеся, часто окрашены. В цветках лепестки срастаются, образуя кармановидный венчик с небольшим открытием. Венчик красный, оранжевый, розовый до тёмно-фиолетового, довольно часто с ресупинацией, вздутый. У некоторых видов цветок напоминает золотую рыбку.

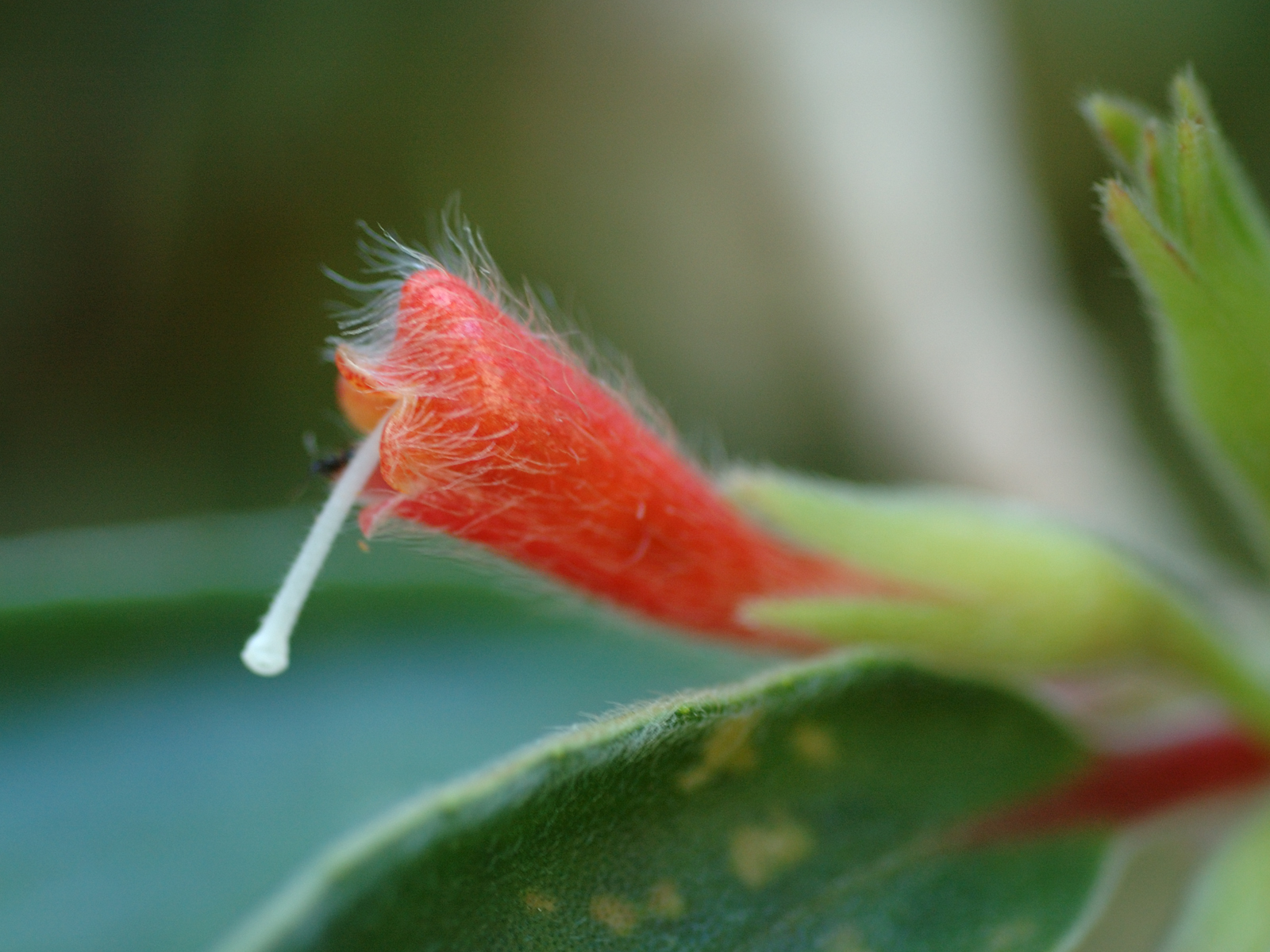
Nematanthus fissus
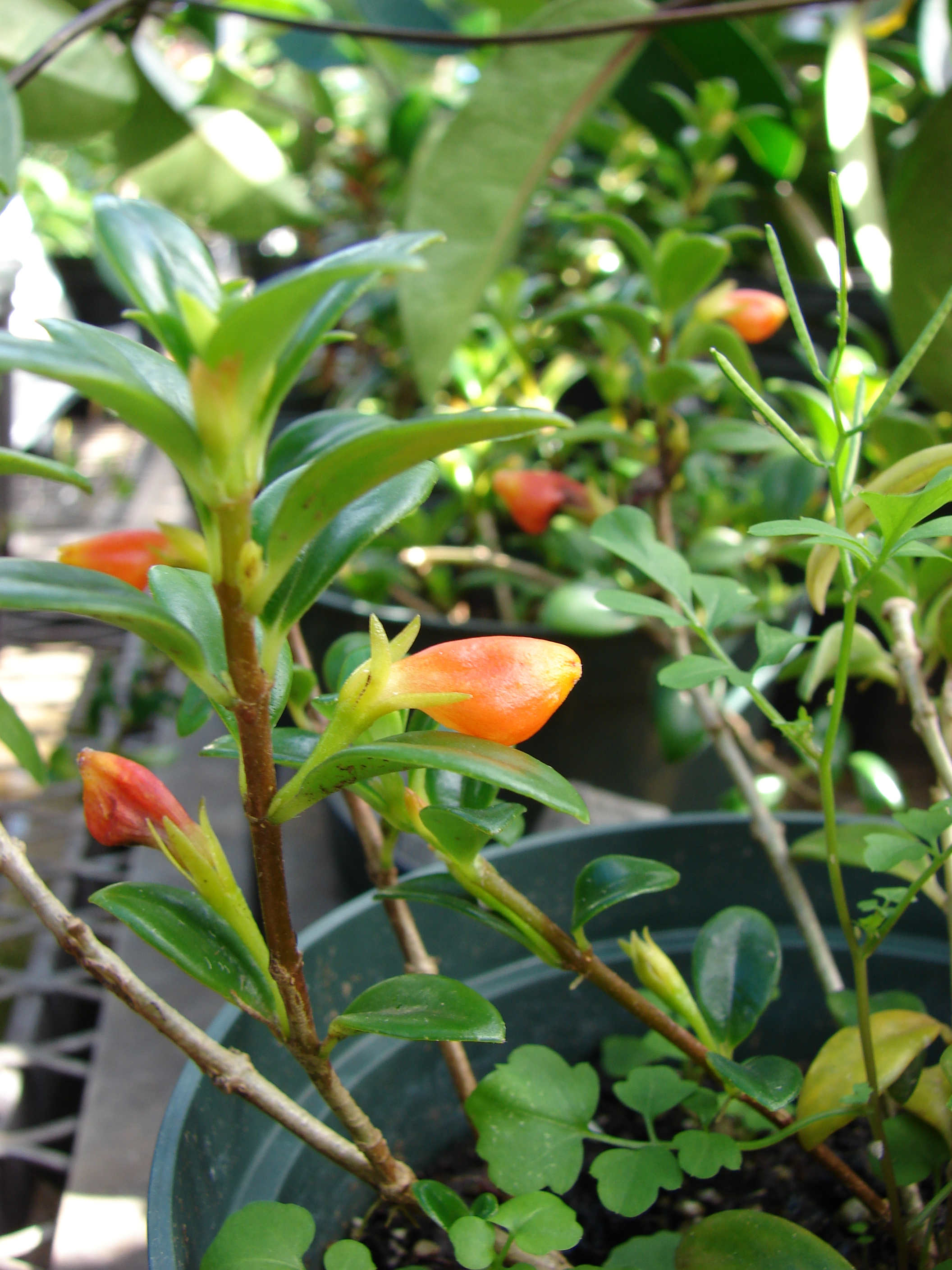
Nematanthus wettsteinii
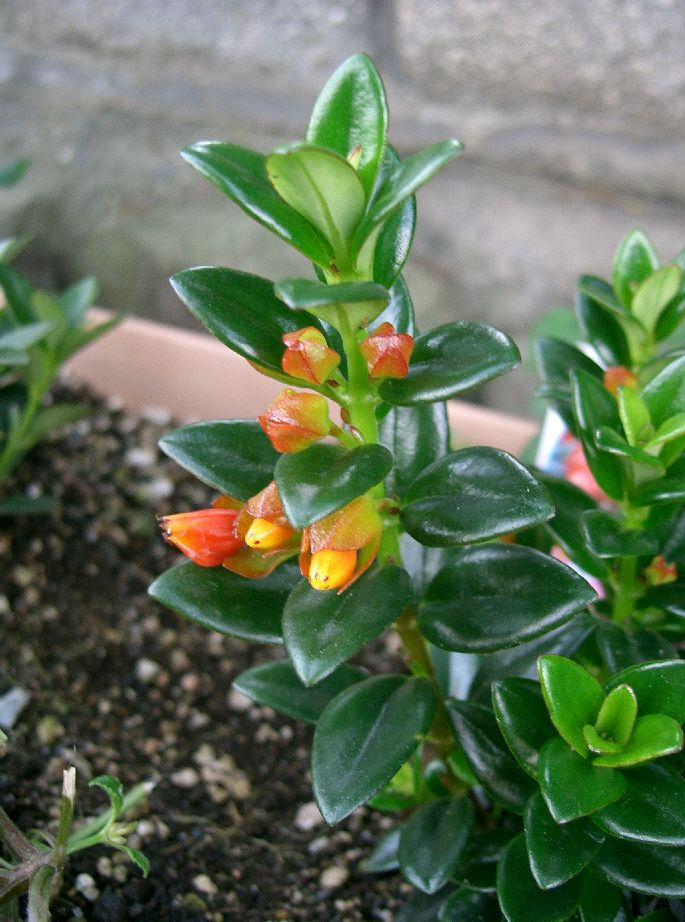
Nematanthus gregarius

## Ареал
Тропические леса Бразилии.

## Агротехника
Уход. Для посадки используют рыхлый субстрат с добавлением крупного промытого песка, кусочков сосновой коры, сфагнума. В культуре часто выращивают в подвесных кашпо. Весной и летом полив обильный, регулярный, поливают после просыхания вернего слоя почвы. Регулярные подкормки в период роста — весной 1 раз в 2 недели, летом 1 раз в 2-3 недели комплексным удобрением. Светолюбивое растение, при недостатке освещения не цветёт. Зимой наступает период покоя, полив следует сократить, то есть поливать значительно реже. Пересаживают раз в 2-3 года. Цветение обильное, продолжается с весны до осени. Цветы образуются только на молодых побегах, поэтому после цветения побеги укорачивают на 1/3 длины. На лето можно растение вынести на балкон, террасу. Среди гибридных сортов есть и ароматные культивары.
Размножение.
Размножают стеблевыми, верхушечными черенками из 4-8 междоузлий, нарезанными с вызревших побегов, обычно весной и летом. Укореняют в сосуде с водой или сразу сажают в субстрат; горшок накрывают полиэтиленовым пакетом, ежедневно пакет снимают для проветривания. Горшок устанавливают на светлое и тёплое место.

## Виды
По информации базы данных The Plant List, род включает 35 видов:
- Nematanthus albus Chautems
- Nematanthus australis Chautems
- Nematanthus bradei (Handro) Chautems
- Nematanthus brasiliensis (Vell.) Chautems
- Nematanthus corticola Schrad.
- Nematanthus crassifolius (Schott) Wiehler
- Nematanthus fissus (Vell.) L.E.Skog
- Nematanthus fluminensis (Vell.) Fritsch
- Nematanthus fornix (Vell.) Chautems
- Nematanthus fritschii Hoehne
- Nematanthus gregarius D.L.Denham
- Nematanthus hirsutus (Mart.) Wiehler
- Nematanthus hirtellus (Schott) Wiehler
- Nematanthus jolyanus (Handro) Chautems
- Nematanthus kautskyi Chautems & Rossini
- Nematanthus × kuhlmannii (Handro) Chautems
- Nematanthus lanceolatus (Poir.) Chautems
- Nematanthus maculatus (Fritsch) Wiehler
- Nematanthus × mattosianus (Handro) H.E.Moore
- Nematanthus mirabilis (Handro) Chautems
- Nematanthus monanthos (Vell.) Chautems
- Nematanthus nervosus (Fritsch) H.E.Moore
- Nematanthus perianthomegus (Vell.) H.E.Moore
- Nematanthus punctatus Chautems
- Nematanthus pycnophyllus Chautems, T.Lopes & M.Peixoto
- Nematanthus savannarum (C.V.Morton) J.L.Clark
- Nematanthus sericeus (Hanst.) Chautems
- Nematanthus serpens (Vell.) Chautems
- Nematanthus striatus (Handro) Chautems
- Nematanthus strigillosus (Mart.) H.E.Moore
- Nematanthus teixeiranus (Handro) Chautems
- Nematanthus tessmannii (Hoehne) Chautems
- Nematanthus villosus (Hanst.) Wiehler
- Nematanthus wettsteinii (Fritsch) H.E.Moore
- Nematanthus wiehleri Chautems & M.Peixoto